# Osvaldo Cavandoli
Osvaldo Cavandoli (Toscolano Maderno, 1º gennaio 1920 – Milano, 3 marzo 2007) è stato un animatore, regista e fumettista italiano, celebre soprattutto per aver creato e animato il personaggio de La Linea.

## Biografia

### Esordi

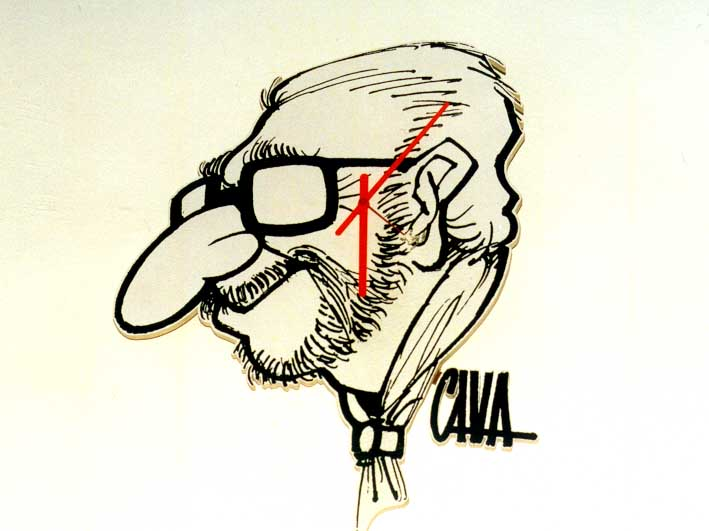
Orologio con caricatura di Osvaldo Cavandoli appeso nel suo studio a Milano

Osvaldo Cavandoli nasce il primo gennaio 1920 a Toscolano Maderno, sul lago di Garda. Pochi anni dopo la famiglia si trasferisce a Milano, dove Cavandoli cresce e vive per tutta la sua vita. Frequenta un istituto professionale, e nel 1938 viene assunto come disegnatore tecnico all'Alfa Romeo e poi alla CEMSA di Saronno. Durante la guerra propone le sue vignette sullo stile di vita del periodo bellico e nel 1944, rispondendo a un'inserzione sul giornale, entra nella squadra della Pagot Film. Qui avviene la sua formazione di animatore e collabora alla realizzazione del film Lalla, piccola Lalla e del primo lungometraggio italiano a disegni animati, I fratelli Dinamite.
Ormai consolidato il suo amore per il cinema di animazione, negli anni cinquanta si mette in proprio con l'amico d'infanzia Ugo Moroni e crea Pupilandia, azienda di produzione artigianale di film a pupazzi animati. Gira tra il 1950 e il 1957 una quindicina di film per la pubblicità cinematografica, tra i quali Pinocchio, Laggiù nel Far West, La piccola guerra e Il nuovo Cappuccetto Rosso e si occupa, insieme all'amico Ugo Moroni (in arte Ugo Gelsi), di ogni aspetto della realizzazione: dalla creazione del pupazzo alle migliorie tecniche alla macchina da presa.
Nel 1965-1967 lavora con Marco Biassoni ai cortometraggi pubblicitari di Lancillotto e Re Artù, insieme a Giuseppe Laganà. Conclusa questa esperienza e raggiunta la maturità necessaria per ideare qualcosa di assolutamente personale, nel novembre 1968 disegna il primo storyboard con un personaggio chiamato in un primo momento Mr. Mark.

### La Linea
Propone il suo lavoro per Carosello, il contenitore pubblicitario della Rai in onda dal 1957 al 1977. Massimo Lagostina, titolare dell'omonima fabbrica di pentole, sceglie come protagonista della sua campagna pubblicitaria l'originale personaggio che nasce e vive in un unico tratto bianco, che diventerà il protagonista de La Linea. Cavandoli realizza 35 film pubblicitari de "La Linea Lagostina" della durata di 2' 30", sulla note di Io cerco la Titina e doppiati da Carlo Bonomi, il quale presta la propria voce al personaggio utilizzando un caratteristico grammelot dall'accento milanese.
L'essenzialità del tratto, l'originalità del personaggio e il carattere un po' brontolone segnano il successo mondiale della Linea e la sua ascesa nell'olimpo dei personaggi animati. All'inizio degli anni settanta Cavandoli riceve i suoi primi riconoscimenti nei maggiori festival di animazione, il Festival di Annecy e Zagabria, e nel 1973 esce il primo libro La Linea, edito da Bompiani.
Nel 1975 le strisce de La Linea vengono pubblicate anche su Il Giornalino. Nel 1977 il cineasta realizza la prima serie slegata dalla pubblicità de La Linea, ma negli anni successivi il suo personaggio inizia a sparire dalle reti televisive italiane, ottenendo al contrario grandi successi in tutti gli altri paesi europei. Dal 1980 Osvaldo si unisce professionalmente all'agenzia di disegnatori Quipos e al suo fondatore Marcelo Ravoni, nominato Eroe del Fumetto a Cartoomics 2007, con un legame di profonda stima e amicizia.

### Dagli anni ottanta alla morte

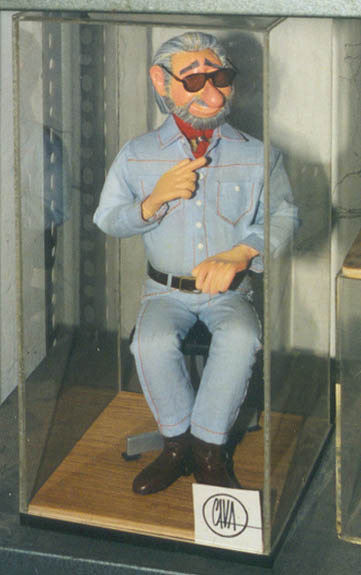
Pupazzo caricatura di Osvaldo Cavandoli realizzato dallo stesso Cavandoli

Nel 1980 collabora con Altan curando la regia di 26 episodi per la serie La Pimpa. Negli anni successivi Cavandoli illustra il libro di epigrammi Storielline molari di Mario Monteverdi. Esce poi il volume La Linea Superstar e nel 1992 la casa editrice Sperling & Kupfer pubblica Il golf è una cosa seria, in cui La Linea illustra il regolamento del gioco, e Versi e versacci, raccolta di vignette satiriche su brani letterari. Le pubblicazioni con le illustrazioni della Linea si susseguono innumerevoli, fino alle più recenti della casa editrice Gallucci.
Di tanto in tanto La Linea riappare con brevi incursioni anche nella televisione italiana, nei programmi Galagoal di TMC e Pinocchio della Rai. Nel 1998, su invito di Carlo Squillante aderisce all'ANU, l'Associazione Nazionale Umoristi, partecipando a otto edizioni del FestiValtravaglia dell'Arte Leggera di Porto Valtravaglia, sul Lago Maggiore, e al Bestiario di Leonardo da Vinci presso il Museo della Scienza e della Tecnologia Leonardo da Vinci di Milano (2000), il Festival dell'Umorismo della Riviera del Garda e Humour a Gallarate. Ancora nel 1998 Cavandoli è scelto per decorare con la sua Linea le pareti degli uffici dell'Allianz di Berlino.
Muore a Milano il 3 marzo 2007; riposa al cimitero maggiore di Milano.

## Premi e riconoscimenti
- Negli anni settanta gli vengono assegnati premi al Festival dell'animazione di Annecy e Zagabria; trofeo di Palma d'oro per la Letteratura umoristica al Salone Internazionale dell'Umorismo di Bordighera del 1973 e Dattero d'oro per il Tema Fisso nel 1987.
- Nel 2002 e nel 2006 il Festival della Rai Cartoons on the Bay gli assegna, a Positano, il "Pulcinella Award" alla carriera.
- Nel 2016 nella prima edizione premio Itala viene riconosciuta l'Itala d'oro a "La Linea" di Osvaldo Cavandoli per la migliore serie TV di tutti i tempi.
- 2016 Itala d'argento Categoria Serie TV per La Pimpa. Premiati Altan, Enzo D'Alò, Osvaldo Cavandoli.
- 2016 per la categoria pubblicità/sigle è l'Itala d'oro che si è aggiudicata nuovamente "La Linea" di Osvaldo per la pubblicità Lagostina.
- Nel 2017 il comune di Milano ha deciso che il suo nome venga iscritto nel Famedio, all'interno del cimitero monumentale.[4]

## Citazioni e omaggi
Sono numerosi e svariati gli omaggi che riceve come uno tra i più grandi maestri dell'animazione:
- Nel 2008 la rivista The Artist rende omaggio a Cavandoli e alla sua Linea con Cavandoli!, un fumetto disegnato da trenta autori umoristici italiani.
- Nel 2015, il Musil - Museo dell'Industria e del lavoro di Brescia ospita la mostra VIVA CAVAndoli!, un'esposizione di oltre 100 tavole in omaggio a Osvaldo Cavandoli e La Linea disegnate in esclusiva da artisti di fama internazionale, nonché fotografie, disegni originali, materiali di lavoro (storyboard, bozzetti, memorabilia, oggetti) legati alla produzione artistica del famoso disegnatore.

## Filmografia

### Regista
Cavandoli fu il regista de La Pimpa, una serie prodotta dalla Quipos per la Rai e da lui diretta nel 1983;
 26 episodi di 5 minuti. Pimpa è doppiata da Roberta Paladini, mentre Armando da Vittorio Di Prima (fatta eccezione per l'episodio Un viaggio in Africa, in cui la Pimpa è doppiata da Cristina Mascolo e Armando da Sergio Renda).

### Se stesso
- La Linea - 20 anni dopo, regia di Osvaldo Cavandoli – cortometraggio (1989)
- Osvaldo Cavandoli. Un artigiano dell'umorismo, regia di Daniela Trastulli – documentario